# 依斯干达城
依斯干达城，舊稱柔佛州新行政中心（JSNAC），位於马来西亚柔佛州新山县依斯干達公主城內。依斯干达城是柔佛州的行政中心及州政府所在地（州務及立法）。行政中心於2008年完工，開發商為Cahaya Jauhar Sdn Bhd，是依斯干達公主城第一期開發計劃的項目之一。

## 名稱由來
依斯干达城以已故柔佛蘇丹蘇丹馬目·依斯干達的名字命名。

## 歷史
2004年2月24日，柔佛州政府批准在努沙再也（現稱依斯干達公主城）建立新的州行政中心，計劃完工後在努沙再也（9,700公頃）的129.5公頃土地上把政府所在地遷移至此。起初，新行政中心的首選地點為舊柔佛，並將其命名為“Johor Perdana”。但由於1997年亞洲經濟危機，最初的計劃取消。 直至2000年，Renong（UEM Land）向州政府接洽，在努沙再也免費劃出一塊土地用於建設新的行政中心，並與州政府共同開發該地區。 此外，UEM Land提出收購政府為開發努沙再也而成立的Prolink Development Sdn Bhd（現稱為Bandar Nusajaya Development Sdn Bhd）20％的股權。
依斯干达城於2009年4月19日由蘇丹依斯干達剪彩啟用。在一個月內，一共有2,200名公務員搬入。2009年6月19日，柔佛立法議會舉行第一次會議。 2010年，該地區引入公共交通。

## 建築結構
行政中心由州議會大樓、首席部長和州秘書處辦公室（拿督賈法爾穆罕默德大樓）組成，以柔佛馬來式和摩爾式建築方式建造。中心的佔地面積為21,480平方英尺（1,996 平方米），樓高五層。